# 橘园

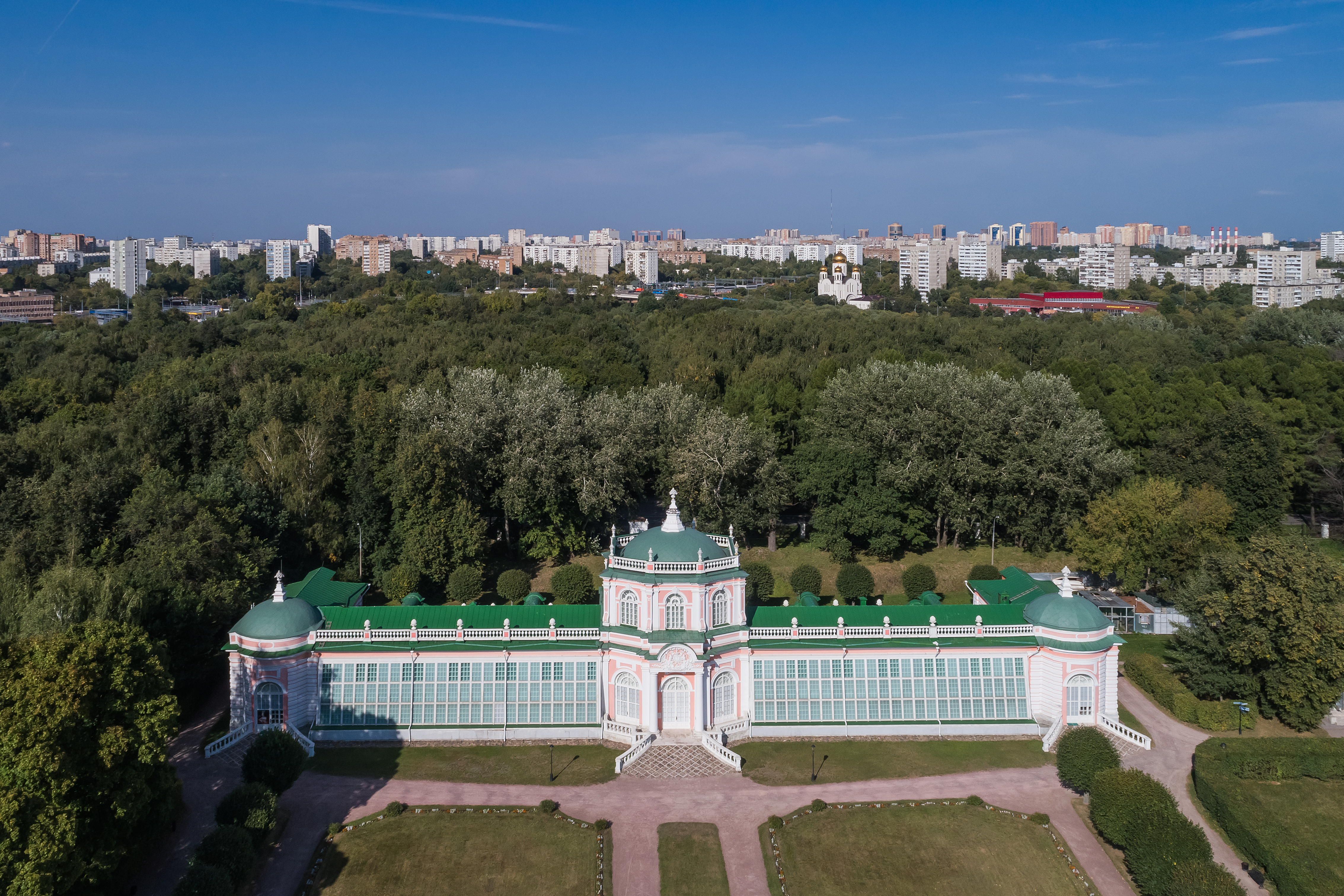
莫斯科庫斯科沃的橘园（18世纪60年代）

橘园（英語：orangery），或称橙园，是17-19世纪北欧时尚住宅内的一个房间或一栋专用建筑。橘园为封闭建筑，配有大窗户和供暖系统。作为一种大型温室，橘园在冬季可保护橘子树和其他果树。

## 书目
- Woods, Mary (1996). Glass Houses: A History of Greenhouses, Orangeries and Conservatories.